# Homothallie
Homothallie bei Pilzen bezeichnet die Fähigkeit zur Selbstbefruchtung eines Pilz-Individuums (eines Genets) bei der geschlechtlichen Fortpflanzung. Im Gegensatz dazu steht die Heterothallie.
Pilze vermehren sich sexuell meist über Keimzellen (Gameten) gleicher Größe, genannt isogamet. Bei heterothallischen Pilzen werden daher nicht Geschlechter (männlich oder weiblich) unterschieden, sondern sogenannte Kreuzungstypen (auch Paarungstypen). Sind, wie meist, zwei Paarungstypen vorhanden, werden sie gewöhnlich als + (plus) und - (minus) differenziert. Die Kompatibilität bei der Paarung wird genetisch über sogenannte  „mating-type-Loci“ (kurz: MAT) bestimmt. Die meisten Schlauchpilze (Ascomycota) und einige Ständerpilze (Basidiomycota) haben Paarungssysteme mit zwei MAT-Loci, die meisten Ständerpilze mit vier davon. Kommt es zur Kreuzung zwischen Abkömmlingen der Sporen (Ascosporen oder Basidiosporen) eines Individuums, haben diese im ersten Fall eine Wahrscheinlichkeit von 50 Prozent, im zweiten eine von 25 Prozent, dass kompatible Paarungstypen ausgebildet sind, also eine Paarung möglich ist. Eine Paarung bei demselben Individuum ergibt aber immer denselben Paarungstyp, somit ist diese nicht erfolgreich.
Bei homothallischen Pilzen ist eine Paarung auch beim selben Individuum erfolgreich. Dabei wird nicht zwangsläufig das System der Paarungstypen ganz aufgegeben oder unterdrückt. Bei einigen Arten werden, durch Besonderheiten bei der Sporenbildung, nur Sporen mit heterozygoten Zellen beider Paarungstypen gebildet. Bei einigen Stämmen der Hefe Saccharomyces cerevisiae besitzen haploide Zellen immer einen von zwei Paarungstypen, genannt a oder α. Zur Paarung zweier haploider Zellen sind, wie für heterothallische Pilze normal, Partner unterschiedlichen Paarungstyps notwendig. Eine homothallische Mutterzelle hat jedoch die Möglichkeit, ihren Paarungstyp zu wechseln (Mating-Type-Switching) und sich anschließend mit ihrer durch Knospung entstandenen Tochterzelle zu paaren.
Homothallie tritt entweder bei ganzen Pilzarten, oder nur bei einigen Stämmen oder Populationen von Arten auf, die andernorts heterothallisch sind. Der evolutionäre Vorteil wird vor allem in Lebensräumen gesehen, wo die Art, und damit potenzielle Paarungspartner, sehr selten sind, um dennoch eine Fortpflanzung zu ermöglichen. Bei homothallischen Pilzen ist eine geschlechtliche Fortpflanzung zwischen genetisch verschiedenen Stämmen oder Individuen immer noch möglich. Es kann aber alternativ zur Selbstbefruchtung kommen, da diese nicht mehr unterdrückt wird. Meist wird davon ausgegangen, dass homothallische Arten auf heterothallische Vorfahren zurückgehen (sekundäre Homothallie). Es ist aber möglich, dass es primär homothallische evolutionäre Entwicklungslinien gibt. 
Einige Arten haben die sexuelle Fortpflanzung ganz aufgegeben und produzieren diploide Sporen, die sich nicht mehr paaren können. Dies wird dann Amixis genannt.